# Clive Barker's Undying
 (juillet 2010).
Si vous disposez d'ouvrages ou d'articles de référence ou si vous connaissez des sites web de qualité traitant du thème abordé ici, merci de compléter l'article en donnant les références utiles à sa vérifiabilité et en les liant à la section « Notes et références ».
Clive Barker's Undying est un jeu de tir à la première personne édité par Electronic Arts et réalisé par les studios Dreamworks Interactive et Westlake Interactive, basé sur le moteur d'Unreal Tournament modifié. Le jeu est au départ inspiré de l'univers de H. P. Lovecraft, puis l'équipe a fait appel à l'écrivain Clive Barker célèbre auteur de dark fantasy, (Candyman, Hellraiser, secret show, Arabaat...) afin de retravailler le scénario et le game design.

## Résumé
L'histoire commence bien avant le jeu, en 1890. Jeremiah Covenant et ses 4 frères et sœurs jouent à se faire peur sur l'ile au menhirs en prononçant une incantation, près du domaine familial. De là commence la malédiction de la famille...
En 1923, le héros, Patrick Galloway, vétéran de la première guerre mondiale et occultiste, est appelé par son ancien officier Jeremiah Covenant à son domaine. Dès son arrivée, Patrick est confronté à des créatures surnaturelles, les Hurleurs. Jeremiah lui explique la situation et les projets de ses frères et sœurs morts-vivants, qui essaient de tuer leur dernier frère pour se libérer de la malédiction de l'ile aux menhirs.

## Personnages
- Jeremiah Covenant - le plus vieux des frères de la famille Covenant. Ancien officier, il a sauvé Patrick, un de ses soldats, lors de la première guerre mondiale. Il est partiellement responsable de la malédiction familiale, et d'une certaine manière est lui aussi affecté, puisque sa santé se détériore rapidement. Dans ses espoirs, il pense que Patrick pourra vaincre la malédiction avant sa mort. Jeremiah meurt décapité par Ambrose, fortifié par le Gel'zibar de Patrick. Plus tard, il révèle qu'il est mort quand il a sauvé la vie de Patrick lors de la première guerre mondiale, et a ainsi rejoint sa triste fratrie. Finalement, Patrick le re-tuera avec la Faux.
- Aaron Covenant - l'artiste de la famille et le frère jumeau de Bethany. Ses œuvres sont sombres, il s'y côtoie paysages étranges et créatures horribles. Tous les lieux surnaturels que Patrick visitera sont dans les peintures d'Aaron, qui a exploré ces lieux en rêve et a appris à dompter les créatures qui constituent les troupes de ses frères et sœurs. C'est un homme solitaire, usant de drogues diverses, ce qui le dissociera de sa famille et de lui-même. Aaron disparait mystérieusement du domaine et est présumé mort. Comme sa sœur rivale entretenait une rivalité forte avec Aaron, Betahny dira qu'elle n'a rien à se reprocher dans la disparition de son frère, mais il est révèle plus tard qu'elle l'a clairement supprimé, et qu'elle a enfermé le corps dans une cellule qu'elle a ensuite murée, piégeant ainsi l'esprit d'Aaron dans le manoir. Il est maintenant un corps putréfié, un zombie avec des chaines. Les causes de sa mort sont mal connues, mais il est supposé qu'Aaron a été torturé et mangé vivant par des rats. Il peut créer des illusions, qui deviennent ensuite des créatures redoutables. Patrick affrontera le cadavre d'Aaron, après en avoir reconstitué le squelette.
- Bethany Covenant - La sœur jumelle d'Aaron, elle est assoiffée de pouvoir et s'intéresse de près à la magie et à l'occultisme. Dans cette optique, elle accepte d'aider Otto Keisinger, dans le but d'apprendre ses secrets, mais celui-ci la tue et s'enfuit dans Oneiros. Bethany possédait une serre, dans laquelle elle faisait des expériences, dont les résultats sont des fleurs plus qu'affamées de chair fraiche. Bethany ressemble à un démon cornu, et réside dans une dimension alternative nommée Automne Éternel. Patrick la tuera là bas à l'aide de sa faux.
- Lizbeth Covenant - la plus jeune et la plus belle fille de la famille Covenant, passionnée de littérature. Elle est considérée comme la Covenant la plus sociable. Sa mère étant morte lors de sa naissance, Lizbeth manqua d'amour maternel, et en souffrit. Elle entre dans le coma à la suite d'une maladie à l'âge de 17 ans, et meurt enterrée vivante. Sous sa forme de mort-vivant, elle est un vampire accompagnée d'êtres surnaturels appelés Hurleurs. Elle est le premier Covenant tué par Patrick. Vu que même décapitée, elle est encore capable de proférer des injures, Patrick brule son visage et jette la tête enflammée du haut d'une falaise dans l'océan.
- Ambrose Covenant - Le mouton noir de la famille. Passionné de violence et d'armes à feu, détestant toute forme d'autorité, il est dès l'enfance un délinquant, et est soupçonné de quelques crimes. Il tue son père avec une canne de billard, et joint une bande de pirates. Il est tué en sautant d'une falaise pour échapper à la police. Ambrose est le second Convenant tué par Patrick. Il a l'air d'un pirate rachitique, mais sous l'influence du Gezabar il se transforme en un géant invincible. Il sera tué par Patrick après avoir abusé du pouvoir de la Pierre de Gezabar, ce qui poussera le Chien de Gezabar à l'attaquer.
- Comte Otto Keisinger - Le grand ennemi de Patrick. Puissant sorcier satanique qui a pris le contrôle d'Oneiros, la cité des âmes perdues. Il est responsable de l'exil de Galloway, Otto a tué sa femme et l'a fait accuser du meurtre. Otto était le tuteur, l'amant et finalement le tueur de Betahny. Son domaine d'Oneiros est connecté à celui des Covenant, et c'est de là que vienne certaines des créatures attaquant Patrick. Keisinger se révèle l'allié de Patrick malgré lui, il l'aide à vaincre Ambrose (devenu invincible grâce à la pierre), puis après avoir feint la défaite dans Oneiros, il sauve Patrick face au Roi Eternel, dont Otto va hériter du pouvoir. Il le maintient en vie pour pouvoir continuer à torturer son âme.
- Eveline Covenant - La mère de la fratrie Covenant. Elle meurt lors de la naissance de Lizbeth. Elle était une personne profonde, et très soucieuse de ses enfants. Son corps est conservé par Lizbeth dans son sanctuaire. Elle aide Patrick en ouvrant un portail depuis la tombe de Lizbeth avant de disparaitre.
- Sedgewick - Le gardien du phare, dont le fils Connor a été tué par les Trsanti, qui sont à la botte d'Ambrose. Dans le journal qu'il remet à patrick, on y lit que Connor et Ambrose étaient amis, mais que quand Connor a fini par être ne désaccord, son "ami" l'a tué.

## Mondes
Le joueur va traverser 5 mondes :
- L'immense manoir de la famille Covenant, principalement hanté par Aaron, bien que ses frères et sœurs y font quelques apparitions furtives. Très grand, avec des salles cachées pour collecter des bonus, il est le théâtre principal du jeu.
- L'abbaye et ses catacombes, hantées par Lizbeth. Le joueur la traverse à l'état de ruines puis voyage dans le temps pour la reparcourir à l'état neuf.
- La cachette des pirates. Un dédale de grottes où se terrent Ambrose et sa horde.
- Oneiros, cité des âmes perdues, dont le sorcier Otto Keissinger a pris le contrôle.
- L'automne Eternel. Un monde préhistorique et païen créé par Bethany, auquel on accède par les rêves.

## Ennemis
Le joueur devra affronter tantôt des hommes, tantôt des monstres.
- Les hurleurs. Des créatures mi-hommes mi-chiens avec des cornes démoniaques. Ce sont les troupes de Lizbeth.
- Les moines. Tout comme la famille Covenant ils ont été pervertis et privés de repos éternel par la malédiction de l'île. Le joueur affronte d'abord leurs cadavres réanimés et leurs fantômes, puis voyage dans le temps pour les affronter vivants.
- Les Trantsi, pirates sadiques adeptes de la magie noire, sous les ordres d'Ambrose.
- Les créatures d'Oneiros (anguilles volantes, anges déchus, lions géants...). Sous les ordres d'Otto Keissinger qui a envahi leur territoire et les a soumis par la torture.
- Les créatures de l'Automne Eternel, à la botte de Bethany. Des monstres (plantes carnivores, cracheurs de foudre), et des hommes primitifs païens, couverts de mutilations tribales (cous de girafe, visages scarifiés...) qui vouent un culte à Bethany, créatrice de leur monde.